# GVA TECH
GVA TECH株式会社（ジーヴァテック、GVA TECH,Inc.）は法人向けにリーガルテックの開発と提供している日本の株式会社。スタートアップ・ベンチャー企業に特化した法律事務所「GVA法律事務所」を設立した山本俊が2017年に東京都渋谷区にて設立した。
「法とすべての活動の垣根をなくす」を企業パーパスとして、「法律」の専門性の高さゆえに生じている法務格差やそれによる不要な法務リスク、コストの増加といった企業の課題の解決を目指している。
企業法務部門や法律事務所向けサービスとして、全社を支える法務OS「OLGA」と、中小企業向けに会社変更登記申請支援の「GVA 法人登記」や「GVA 登記簿取得」を提供している。

## 沿革
- 2017年
  - 1月 - 東京都渋谷区においてGVA TECH株式会社設立。[3]
- 2018年
  - 4月 - 『AI-CONレビュー』（現：GVA NDAチェック）正式版リリース
  - 9月 - 『AI-CONドラフト』ベータ版リリース[4]
- 2019年
  - 1月 - 『AI-CON登記』（現：GVA 法人登記）リリース[5]
  - 11月 - 『AI-CON Pro』（現：GVA assist）ベータ版をリリース
- 2020年
  - 1月 - 『AI-CON』が日本経済新聞社が主催する「2019年日経優秀製品・サービス賞」において、「日経産業新聞賞　優秀賞」を受賞[6]
  - 2月 - 『AI-CON Pro』正式版をリリース
  - 6月 - Salesforce Venturesと複数の個人投資家から約3億円を資金調達
  - 6月 - 『AI-CON登記』が、「マネーフォワード クラウドStore」からの利用に対応[7]
- 2021年
  - 3月 - 『AI-CON登記』にて複数種類の登記の同時申請に対応[8]
  - 4月 - 『AI-CON登記』の累計利用社数が3,000社を突破[9]
  - 10月 - 『AI-CON登記』の累計利用社数が5,000社を突破[10]
  - 11月 - プロダクトのブランド名を『AI-CONシリーズ』から『GVAシリーズ』に変更[11]
  - 12月 - 『GVA 登記簿取得』リリース[12]
- 2022年
  - 1月 - 企業パーパスを、『「法律」と「すべての活動」の垣根をなくす』に変更[13]
  - 3月 - 『GVA 登記簿取得』が法務省の提供する登記・供託オンライン申請システムと連携[14]
  - 7月 - 『GVA 法人検索』リリース
- 2023年
  - 1月『GVA manage』をリリース
  - 12月 - 本店所在地を、東京都渋谷区代々木3-37-5-2F に移転
  - 12月 - GVA 法人登記の補正率についてアンケート調査を実施
- 2024年
  - 4月 - アスリートを支援するAthTAGプロジェクトに参画決定
  - 5月 - GVA 法人登記にて、株式会社の支店の設置・移転及び廃止の登記申請書類の作成に対応
  - 6月 - GVA 法人登記の累計利用社数が20,000社を突破
  - 7月 - GVA 法人登記にて、有限会社の商号変更・目的変更の登記書類作成に対応
  - 12月 - 東京証券取引所グロース市場に株式を上場[1]
  - 12月 - 「法人登記おたすけガイド」をリリース

## 関連書籍
- 山本俊『人工知能とこれからの仕事 ~法律業務AI開発記』（2021年12月28日発売・カナリアコミュニケーションズ）ISBN 978-4778204846